# Жданув (Нижньосілезьке воєводство)
Жданув (пол. Żdanów) — село в Польщі, у гміні Стошовиці Зомбковицького повіту Нижньосілезького воєводства.
Населення — 139 осіб (2011).
У 1975-1998 роках село належало до Валбжиського воєводства.

## Демографія
Демографічна структура станом на 31 березня 2011 року:
|          | Загалом | Допрацездатний вік | Працездатний вік | Постпрацездатний вік |
| -------- | ------- | ------------------ | ---------------- | -------------------- |
| Чоловіки | 75      | 11                 | 56               | 8                    |
| Жінки    | 64      | 10                 | 40               | 14                   |
| Разом    | 139     | 21                 | 96               | 22                   |